# Науас (футбольный клуб)
«На́уас» — бразильский футбольный клуб из города Крузейру-ду-Сул. Выступает во Втором дивизионе чемпионата штата Акри.

## История
Клуб основан 19 октября 1923 года, домашние матчи проводит на арене «Журуа», вмещающей 5 000 зрителей. Главным достижением «Науаса» является второе место в чемпионате штата Акри, в 2010 году. В том же году клуб выступал в Серии D Бразилии, где занял 39-е место.

## Достижения
- Лига Акриано:
  - Вице-чемпион (1): 2010